# Viborgs landskommun
Viborgs landskommun (finska: Viipurin maalaiskunta) är en före detta kommun vid den innersta delen av Viborgska viken på Karelska näset i Ryssland. Kommunen omslöt staden Viborg och den gränsade mot kommunerna Nuijamaa, Säkkijärvi och Vahviala i väster, mot kommunerna Jäskis och S:t Andree i norr, mot kommunerna Heinjoki och Kuolemajärvi i öster och mot kommunen S:t Johannes samt den till Viborg hörande ön Trångsund i söder.

## Historia
Landskommunen hette tidigare Stranda socken (fi. Rannan pitäjä). Socknen torde ha blivit till efter grundandet av Viborgs slott år 1293 under Torgils Knutssons korståg till Karelen. Socknen nämns för första gången i ett dokument från 1347, i vilket kung Magnus Eriksson beviljar karelarna skattelättnader.
Strömsnäs säteri, beläget byn som idag kallas Ylivesi i Viborgs socken ägdes av flera äldre frälsesläkter, beskrivna av Jully Ramsay i hennes 1909 utgivna släktbok Frälsesläkter i Finland intill stora ofreden. 

## Byar
Ahokas, Alasommee, Alasäiniö, Hapenensaari, Herttuala, Hevossaari, Hietala, Huhtiala, Hämäläinen, Häyry, Ihantala, Juustila, Jyrkilä, Järvelä, Kaipola, Karhunsuo, Karppila, Kaukola, Kelkkala, Kiiskilä, Kilpeenjoki, Kokkola, Konkkala, Korpelanautio, Kostiala, Kurikkala, Kähäri, Kärkinen, Kärstilä, Lahti, Laiharanta, Lavola, Lihaniemi, Liimatta, Lyykylä, Maaskola, Mannikkala, Merijoki, Mälkki, Naulasaari, Nuolaa, Näätälä, Pakkainen, Papula, Perojoki, Pihkalanjärvi, Piispansaari, Porkansaari, Porlampi, Rapattila, Rasalahti, Repola, Rikkola, Rääsiä, Saarela, Samola, Savolainen, Suonionsaari, Suurpero, Terävälä, Tikkala, Tirhiä, Uskila, Vakkila, Vitsataipale, Vääräkoski, Ykspää, Yläsommee och Yläsäiniö .

## Kända personer från Viborgs landskommun
- Aino Kallas, författare
- Wilhelm Thesleff, militär
- Johannes Virolainen, politiker